# Bob Holman
Bob Holman   (La Follette, 10 de març de 1948) és poeta, performer, cineasta i professor de la Universitat de Nova York. Ha publicat els llibres Bicentennial Suicide: a novel to be performed (1976); The Rainbow Raises Its Shoulder/When A Flower Grows (1979); Tear To Open (1979); 8 Chinese Poems (1981); SWEAT&SEX&POLITICS! (1986); Cupid's Cashbox, 1990; Bob Holman's The Collect Call of the Wild (1995); Aloud! Voices from the Nuyorican Poets Cafe (1996); In With the Out Crowd (1996); Beach Simplifies Horizon' (1998); A Couple of Ways of Doing Something (2003) i The Awesome Whatever (2007). De 1978 a 1984 va dirigir les sessions de lectura de poesia al St. Mark's Poetry Project. Ha dedicat gran part del seu temps al rescat de les Llengües amenaçades que estan desapareixent al món.
Al llarg dels Estats Units, la premsa ha descrit la nova poesia-performance com "exuberantment viva", "immediata" i "sense pretensions, articulada i tremendament divertida". Bob Holman, un dels fundadors dels Poetes Nuyoricans, explica que la definició de poesia està "constantment expandint-se. rap és poesia. Els poetes cowboys són poetes. El Llenguatge Nord-americà de Signes per a Sordmuts és tan poema com un poema Nobel".